# Caballito de la Lonja
El caballito de la Lonja es una estatua que representa el caballito originalmente en cartón, en el que fotografiaba Ángel Cordero Gracia a quien posaba montado en él, principalmente niños.
Con esta estatua en bronce se homenajea al fotógrafo minutero que estuvo en los jardines del Palacio de la Lonja de Zaragoza entre los años 1925 y 1978. 
La figura está depositada sobre una base de piedra con la inscripción:
Al fotógrafo Ángel Cordero Gracia. Estuvo como tal en esta plaza desde 1925 hasta 1978
PD:
Pronto, los jardines de la Lonja
volvieron a gozar de una nueva primavera,
porque los niños y no tan niños, acudían como antes a fotografiarse con el Caballito.

## Fuente
- Ayuntamiento de Zaragoza